# 安沢県
安沢県（あんたく-けん）は中華人民共和国山西省臨汾市に位置する県。中国古代の思想家である荀子の出身地である。

## 地理
安沢県は山西省南部、臨汾市東北部、太岳山南東麓に位置する。

## 歴史
荀子が生まれた場所と主張されている。
南北朝時代、北魏に設置された安沢県を前身とする。606年（大業2年）、隋代により岳陽県と改称された。元代に和川県・冀氏県が岳陽県に編入された。1914年（民国3年）に安沢県と改称された。1971年に県西部に新に古県が分割設置された。

## 行政区画
- 鎮:府城鎮、和川鎮、唐城鎮、冀氏鎮、良馬鎮、馬壁鎮

## 経済
県内の経済は農業が主であり、とうもろこし、小麦、高粱、落花生、瓜類が主作物である。また漢方薬の薬材採取や林業も盛んである。
工業分野では酒造、化学肥料、コンクリート、食品加工などの工場が稼動している。

## 過去の地名
- 陭子県